# ناحیه پابنا
ناحیه پابنا (به لاتین: Pabna District) یک ناحیه در بنگلادش است که در استان راج‌شاهی واقع شده‌است.

## خصوصیات
ناحیه پابنا ۲٬۳۷۱٫۵۰ کیلومترمربع مساحت و ۲٬۵۲۳٬۱۷۹ نفر جمعیت دارد و ۸ متر بالاتر از سطح دریا واقع شده‌است.